# Carl von Kraus
Carl von Kraus, född den 20 april 1868 i Wien, död den 9 april 1952 i München, var en österrikisk filolog.
von Kraus blev 1902 extra ordinarie professor vid tyska universitetet i Prag och 1917 ordinarie professor i München i tysk filologi. Kraus var framför allt medeltidsforskare; bland hans arbeten kan nämnas Deutsche Gedichte des 12. Jahrhunderts (1894), Das sogenannte zweite Büchlein und Hartmanns Werke (1898), Metrische Untersuchungen (1902), Heinrich von Veldeke und die mittelhochdeutsche Dichtersprache (1899), Der heilige Georg des Reinbot von Durne (1907) och Die Lieder Reimars des alten (3 band, 1919), varjämte han varit verksam som utgivare.